# Rugiloricus doliolius
Espèce
Rugiloricus doliolius est une espèce de loricifères de la famille des Pliciloricidae.

## Distribution
Cette espèce a été découverte dans l'océan Austral.

## Publication originale
- Gad, 2005 : Hermaphroditism in Loricifera as evidenced by Rugiloricus doliolius sp.n. from the Antarctic deep sea. Berichte zur Polar- und Meeresforschung, vol. 507, p. 140-141.